# Tomeophera griffinii
Tomeophera griffinii är en insektsart som beskrevs av Giglio-tos 1897. Tomeophera griffinii ingår i släktet Tomeophera och familjen vårtbitare. Inga underarter finns listade i Catalogue of Life.